# 芒德城 (密蘇里州)
芒德城（英語：Mound City）是位於美國密蘇里州霍爾特縣的城市。

## 人口
根據2020年美國人口普查的數據，芒德城的面積為3.23平方千米，皆為陸地。當地共有人口1004人，而人口密度為每平方千米311人。